# Julián Gorkín
Julián Gorkín   (Benifairó de les Valls, 1901 - París, 1987) era el sobrenom de Julián Gómez polític comunista valencià qui adoptà el sobrenom en homenatge a l'escriptor rus Màxim Gorki. Fou líder del Partit dels Treballadors d'Unificació Marxista (POUM).

## Biografia
Primers passos en política
D'origen molt modest, va ser en les condicions més dures que va aprendre sobre literatura, història i política, mentre vivia amb el seu oncle, a Aragó. De ben jove es va implicar en les lluites socials, revoltat per les profundes injustícies que va veure a l'Espanya de l'època. Tenia disset anys quan va ser nomenat secretari de Joventut Socialista a la seva ciutat natal. Als vint-i-un anys va fundar la Federació Comunista de la regió i es va convertir en el seu secretari general.

### Primer exili
Durant la guerra del Rif, que va començar el 1921, es va negar a ser reclutat a l'exèrcit per a una guerra que va qualificar de colonialista; un judici per antimilitarisme i lesa majestat el va obligar a l'exili. Es va refugiar a França, canviant sovint de lloc de residència mentre continuava les seves activitats polítiques. Va ser en aquesta època que va conèixer Louise Vuistaz i que va néixer el seu primer fill a París. : Claude Gomez Vuistaz. Durant vuit anys va portar la vida d'un revolucionari professional... Oficial de la Komintern », segons les seves pròpies paraules — a través d'Europa i era amic d'Henri Barbusse.
El 1929, durant un viatge a l'URSS, va descobrir la terrible realitat dels camps de concentració soviètics i en va quedar tan sorprès que va trencar amb Moscou i la Internacional Comunista. Aleshores, la GPU va intentar assassinar-lo quan va sortir del país. Tanmateix, aconseguí tornar a França, on s'embarca en una obra literària centrada en el teatre i la novel·la social. La revelació del que havia observat a la Unió Soviètica l'allunyava dels dirigents del Partit Comunista d'Espanya (PCE), sota ordres de Moscou. Traductor de Trockij, proper a l'Oposició d'Esquerra, finalment trenca amb el PCE i s'incorpora al Bloc Obrer i Camperol (BOC) fundat per Joaquín Maurín l'any 1931.

### Naixement del POUM i Guerra Civil Espanyola
Tornat a Espanya amb la proclamació de la República (1931), va ser un dels fundadors del Partit Obrer d'Unificació Marxista (POUM), el 29 de setembre de 1935. Aquest partit es va constituir a Barcelona, a partir del reagrupament del BOC de Joaquín Maurín i Julian Gorkin i d'Esquerra Comunista d'Espanya, de tendència trotskista, d'Andreu Nin. ; aquests dos moviments estaven formats per antics militants del PCE que van lluitar contra el seu estalinisme.
Durant la Guerra Civil Espanyola (1936–1939), Gorkin va dirigir el diari La Batalla, òrgan del POUM, i va ser nomenat membre del Comitè Central de Milícies Antisfeixistes de Catalunya. El POUM va ser un dels moviments republicans més actius en la lluita contra el feixisme, pagant un preu molt alt al front d'Aragó, com testimonia l'escriptor britànic George Orwell, que per cert era amic de Gorkin. Arran dels dies de maig de 1937 a Barcelona, la GPU va detenir a Gorkin en aquella ciutat i el va arrossegar de calabós en calabós. El seu judici, muntat des de zero per ordre de Moscou, va provocar un escàndol internacional.
L'assalt a la presó comunista on va ser empresonat amb desenes d'altres esquerrans no estalinistes, per part d'elements poumistes i anarquistes que intentaven alliberar els seus companys empresonats, molts dels quals malauradament ja havien estat executats sumàriament i altres torturats, li va permetre escapar amb molts altres activistes condemnats a mort.

### Segon exili
Refugiat a París, on s'hi van unir la seva parella i el seu fill Claude, gràcies a l'ajuda dels seus amics Victor Serge i Marceau Pivert, el 1939 esdevingué secretari del Centre Marxista Revolucionari Internacional.
Aquest mateix any, va anar a Londres per representar el POUM dins del Centre Marxista Revolucionari Internacional, creat vuit anys abans amb l'objectiu de representar a tots els partits membres a nivell internacional, en particular per fer front a la propaganda de la Komintern, així com l'auge dels feixismes. En ella va suplicar que Gran Bretanya estigués vigilant contra l'Alemanya nazi i la Unió de Repúbliques Socialistes Soviètiques, però també perquè no reconegués el llavors victoriós règim franquista a Espanya.

### Interludi mexicà
A principis de 1940 va arribar a Mèxic, país que no havia reconegut el franquisme i on es van reunir molts republicans espanyols decidits a continuar la lluita (de fet era l'únic estat on l'ambaixada espanyola encara tenia hissada la bandera de la República). Volia, un cop establert, portar-hi la seva parella i el seu fill. Però els tràgics esdeveniments ocorreguts a França al maig de 1940, amb la invasió del país per part dels alemanys, els separarien els uns dels altres i impedirien la seva realització.
Gorkin simplement va poder enviar-los un missatge que si aconseguien sortir de França, els esperaria a Veracruz. El 1941, la seua companya i el seu fill (aleshores de tretze anys) van fugir, van creuar a la zona de Petain, van aconseguir embarcar cap a Tànger i, després d'una llarga espera en aquest port marroquí, van poder embarcar en un vaixell neutral (portuguès) cap a Mèxic. Hi van arribar després d'haver estat abordats per la marina britànica. Julian Gorkin s'hi va unir i a través de companys exiliats van poder trobar allotjament a la Ciutat de Mèxic. Aleshores Gorkin va prendre la nacionalitat mexicana, d'una banda perquè ja no podia seguir sent espanyol i, d'altra banda, com a gratitud per la lleialtat de Mèxic a la causa republicana.
També va ser amic del president mexicà Lázaro Cárdenas (que va exercir el seu mandat de 1934 a 1940), que el va ajudar a promoure l'acollida dels exiliats republicans que pretenien continuar la lluita i no volien caure en mans dels alemanys (que els haurien lliurat a Franco). Després del seu mandat presidencial, Lázaro Cárdenas va esdevenir ministre de Defensa Nacional durant la guerra (de 1942 a 1945) i va comprometre Mèxic al costat dels Aliats, contra l'Eix. ; diverses vegades va demanar consell a Gorkin, especialment sobre l'internament de nacionals dels països de l'Eix. Llavors Gorkin es va adonar que fins i tot els exiliats antifeixistes i antinazis eren internats i Cárdenas els va fer alliberar. ; un d'ells, el socialista austríac Adolf Kozlik, es casaria amb la germana de Gorkin. En efecte, a part de la seva parella i el seu fill, Gorkin havia aconseguit reunir a altres membres de la seva família a Mèxic per evitar un destí tràgic, en particular la seva mare i la seva germana Lolita, que era ballarina de flamenc de renom internacional i activista republicana, que havia realitzat una gira per diversos països, en benefici de la República.
A Mèxic, Julian Gorkin va ser víctima de cinc atacs organitzats per la GPU, un dels quals, molt greu, gairebé li va costar la vida i va requerir trepanació. Va ser durant aquest període mexicà quan va participar en la investigació sobre l'assassinat de Trotski (20 d'agost de 1940), que va descriure al llibre Así asesinaron a Trotski, que va escrit conjuntamen amb el general Sánchez Salazar.
A Mèxic, va assumir la direcció de la revisió del POUM a l'exili, va fundar les revistes Análisis (Revista de Hechos e Ideas) i Mundo (Socialismo y Libertad) així com editorials amb Bartomeu Costa Amic. També va escriure diverses obres durant aquest període, com Caníbales politicos (Hitler y Stalin en España) el 1941, La GPU prepara un nuevo crimen el 1942, en col·laboració amb l'antinazi i antiestalinista alemany exiliat Gustav Regler. També era amic, aleshores, de l'escriptor John Dos Passos, que a més a més refaria un dels seus llibres uns anys més tard, com havia fet Henri Barbusse abans de la guerra. Molts dels seus antics camarades, supervivents de la Guerra Civil, estaven amb ell a la Ciutat de Mèxic, entre ells Victor Serge i Marceau Pivert, fet que li va permetre continuar la lluita amb una certa eficàcia.

### A França
El 1948 va tornar a Europa on va participar en el Moviment pels Estats Socialistes d'Europa, i també va ser un dels fundadors del Moviment Europeu i va romandre durant gairebé trenta anys sent membre del Consell Federal Espanyol,representant l'oposició al règim franquista i aconseguint convèncer els líders europeus perquè els acceptessin com representació dels exiliats republicans.
Considerava, en tornar a França, que la seva presència allà seria més necessària que a Mèxic per lluitar millor tant contra la dictadura franquista a Espanya (que estava en procés de recuperar la seva màcula amb els occidentals, intentant fer oblidar la seva antiga aliança amb els països de l'Eix) i contra l'estalinisme, que aleshores es trobava al màxim del seu poder i es dedicava a fer una intensa propaganda amb mitjans considerables, procedents en gran part de la Unió Soviètica (com el que, posteriorment, van confirmar àmpliament els arxius soviètics després del caiguda de l'URSS). Tanmateix, no pensava quedar-se permanentment a Europa i pensava a tornar a Mèxical cap d'un temps, ja que s'hi havien quedat tots els membres de la seva família.
Però el destí modificaría els plans inicials de Gorkin, perquè va a trobar a França un nova companya amb qui va decidir compartir la seva vida. De la seva unió amb Rita H. Régnier (que esdevindria indianista al CNRS, autora de diversos treballs sobre la civilització índia) va néixer un fill el desembre de 1950: Fabien Régnier. Llavors el seu pare va decidir quedar-se amb ell i així va decidir establir-se definitivament a França. El 1951, va fer un darrer viatge a Mèxic per informar la seua primera companya i el seu fill, Claude, que mentrestant s'havia nacionalitzat mexicà i havia començat a estudiar enginyeria. Gorkin li va explicar que ja era adult (tenia 24 anys) i que podia afrontar sol la seva vida, mentre que el seu segon fill, que només tenia un any, necessitava tenir el seu pare al seu costat. Els dos germanastres no es coneixerien fins a l'any 1963 però es van fer molt propers i les dues branques descendents de Gorkin, la mexicana i la francesa, creixerien tot mantenint uns vincles estrets, units per la memòria del seu pare.
En aquella època, Gorkin, la seva parella i el seu fill Fabien vivien a Saint-Mandé i la seva llar aviat es va convertir en el punt de reunió de molts exiliats espanyols. Hi havia M. Moreno, pare de Roland Moreno (consogre de Fabien), Luis Araquistain, El Campesino després de la seva espectacular fugida dels camps de concentració soviètics, el pintor Bartoli, Alberto Gironella, Luis Quintanilla, Rodolfo Llopis i de vegades Salvador de Madariaga quan estava a França.

### Al servei d'un ideal democràtic
A principis dels anys 50, va començar a fer gires per reunions a molts països. Al Congo, va donar el seu suport a les formacions anticolonialistes que van fer campanya per la independència, en el marc de la Internacional Socialista. Després va anar a la República Dominicana, Cuba (on va ser víctima d'un atemptat), Hondures, Veneçuela (on va aconsellar el president Romulo Bétancourt, considerat el pare de la democràcia veneçolana), Xile (on va posar Salvador Allende alerta dels riscos). d'una infiltració de comunistes prosoviètics dins del partit socialista xilè i de la reacció d'un cabdill d'extrema dreta que només en pogué derivar-se amb tràgiques conseqüències), a l'Equador, al Brasil, a l'Argentina.
Durant aquest període, va haver d'abandonar la pensió de Saint-Mandé on s'allotjava amb la seva parella i el seu fill. Només va fer breus visites a França per veure'ls ambdós quan va ser possible i per continuar la seva tasca literària a les revistes en què col·laborava o que editava. Els seus nombrosos viatges no van acabar fins a principis dels anys seixanta. Després es va establir definitivament a París amb Rita H. Régnier i van poder portar el seu fill Fabien. La seva llar parisenca es va convertir llavors, com la de Saint-Mandé una dotzena d'anys abans, en un lloc de trobada de molts exiliats.
Entre 1953 i 1966, Gorkin va exercir com a secretari llatinoamericà del Congrés per a la Llibertat Cultural i de la revista cultural Cuadernos, i director de l'agència de notícies " El Mundo " en espanyol. També va fundar la revista Mañana. El setembre de 1969 va ser escollit president del Club Internacional d'Escriptors a l'Exili del PEN. El 1970 va rebre el Premi Voltaire per tota la seva obra, que suma una vintena d'obres. Tres anys més tard, una nova versió del seu llibre dedicat a l'assassinat de Trotski va ser publicada al Livre de Poche, França.
Després de la mort de Franco (finals de 1975), finalment va poder tornar a Espanya després de trenta-sis anys d'exili que van seguir els deu anys del seu primer exili. Però va optar per quedar-se a França fins a la seva mort, que es va produir el dia20 août 1987. Els seus dos fills, Claude Gomez, que venia de Mèxic, i Fabien Régnier es van reunir al voltant del seu pare durant la seva agonia.
Julian Gorkin deixa doncs una obra important així com una posteritat representada per les dues branques que va poder fundar durant la seva vida com a revolucionari. : així a Mèxic, Claude va tenir dues filles (Claudine i Liliane, elles mateixes mares) i a França, Fabien va tenir un fill, Quentin. Però si va tenir l'alegria de veure l'enfonsament del franquisme, malauradament no va poder assistir al de l'URSS que només es va produir quatre anys després de la seva mort.

## Obres

### Novel·les
- Días de bohemia, Ediciones Ulises, Madrid, 1930 (préface d'Henri Barbusse)
- La muerte en las manos, Ediciones Claridad, Buenos Aires, 1957, et Libro Mex-Editores, Mexico, 1959 (préface de John Dos Passos)

### Teatre
- La corriente y una famililia, Ediciones Zeus, Madrid, 1932
- La guerra estella manana, Ediciones Sol, Valencia, 1934
- Douze chaises, ORTF, 1960
- Fantasmas de la Historia y El otro mundo, Libro Mex-Editores, Mexico, 1961

### Història, testimonis
- Caníbales politícos (Hitler y Stalin en España), Ediciones Quetzal, Mexico (Mexique), 1941
- La GPU prepara un nuevo crimen, Ediciones Quetzal, Mexico, 1942
- Ainsi fut assassiné Trotski, Éditions Self, Paris, 1948
- Communista en Espana y antistalinia en la U.R.S.S., Editorial Guarania, Mexico, 1952
- Destin du XXe siècle, Les Iles d'Or, Paris, 1954
- Marx y la Russia de ayer y de hoy, Editorial Bases, Buenos Aires, 1956
- Como contribuír a salvar a El Campesino y por qué colaboro con él, Ediciones Júcar, Mexico, 1959
- Espana, primer ensayo de democracia popular, Biblioteca de la Libertad, Buenos Aires, 1961
- El Imperio Soviético, Éditions Claridad, Buenos Aires, 1969
- L'assassinat de Trotski, Julliard, Paris, 1970, et Livre de Poche, Paris, 1973, Prix Voltaire 1970
- El proceso de Moscú en Barcelona: El sacrificio de Andrés Nin, Aymá S.A. Editora, Barcelona, 1973
- El revolucionario profesional, Aymá S.A. Editora, Barcelona, 1975
- Les communistes contre la révolution espagnole, Belfond, Paris, 1978

### Transcripció
- Valentin Gonzalez, Vida i mort a l'URSS, Les Illes d'Or, París, 1950

### Antologies literàries
- The Spanish Omnibus, Eyre and Spottiswood, London, 1931
- Great Spanish Short Stories, The Houghton Mifflin Company, Boston and New-Ork, 1932
- Diez novelistas americanos modernos, Editorial Zeus, Madrid, 1933
- Nouvelles espagnoles, Gallimard, Paris, 1937 (préface d'Henri Barbusse)